# En gal mands værk
En gal mands værk er en dansk dokumentarfilm fra 1993 instrueret af Flemming Midtgaard efter eget manuskript.

## Handling
Dias-show om Rudolph Tegners kunst og liv med udgangspunkt i Rudolph Tegners Museum og Statuepark.